# Cascada Shifen
Cascada Shifen (en chino: 十分瀑布) es una cascada situada en el distrito de Pingxi, en la isla de Taiwán (República de China), en el curso superior del río Keelung. La altura total de las cataratas es de 20 metros (66 pies) con 40 metros de ancho, por lo que es la más amplia cascada de Taiwán.